# Punxaflors carboner
El punxaflors carboner (Diglossa carbonaria) és un ocell de la família dels tràupids (Thraupidae).

## Hàbitat i distribució
Habita la selva pluvial i zones arbustives dels Andes de l'oest de Bolívia.